# سیارک ۲۵۶۷۹۶
سیارک ۲۵۶۷۹۶ (به انگلیسی: 256796 Almanzor، نامگذاری:2008CN69)۲۵۶۷۹۶مین سیارک کشف شده‌است که در ۰۸ فوریه ۲۰۰۸ کشف شد.